# Осада Курска (1634)
Осада Курска — эпизод Смоленской войны в январе 1634 года, в ходе которого войско Речи Посполитой во главе с Иеремией Вишневецким осадило Курск.

## Предпосылки
Южный театр военных действий Смоленской войны (Северщина, Посемье и прилегающие земли) отличался высокой активностью обеих враждующих сторон, каждая из которых пыталась нанести удар по укреплённым пунктам противника. Русским войскам удалось штурмом взять Новгород-Северский, ставший опорным пунктом для дальнейших походов, также были взяты Трубчевск, Почеп и Стародуб. Были предприняты успешные походы на Ромны, Миргород и Борзну и менее успешный поход на Чернигов. Польско-запорожские действия заключались в двух неудачных нападениях на Путивль, разрушении русской пограничной крепости Валуйки, походах под Рыльск, Севск и Белгород. До крупной осады января 1634 года Курск отбил штурм казаков Якова Острянина в августе 1633 года. Целью ответного удара после русского разрушения Борзны, состоявшегося в декабре 1633 года, Речь Посполитая вновь избирала Курск.
Численность гарнизона Курска до войны составляла 1440 человек, среди которых были дети боярские, стрельцы, конные казаки и пушкари. При этом во время нападения часть служилых людей в городе отсутствовала, будучи отвлечённой на другие военные предприятия. Общее командование осаждёнными находилось в руках воеводы — стольника князя Петра Григорьевича Ромодановского, а также стрелецкого и казацкого головы Ивана Бунина и губного старосты Евсея Стрекалова.
Численность войска Речи Посполитой Ромодановский в отписке царю оценивал в 20 тысяч. Даже учитывая возможность некоторого преувеличения данной цифры, поход на Курск относился к числу крупных экспедиций, сравнимых с осадой Путивля предыдущего года. Об этом свидетельствует и представительный командный состав войска. Львиную долю войска составляли надворные магнатские отряды и запорожские казаки.
Курская крепость состояла из Большого и Малого острогов. Деревянная крепость была довольно ветхой, пострадав ещё от осады 1612 года. Её относительно большой размер являлся в сложившейся ситуации скорее недостатком. В письме царю воевода Ромодановский указывал на несоответствие имеющихся в наличии служилых людей и немногочисленного наряда (артиллерии) большому периметру крепости.

## Поход и осада
Русская сторона узнала, что Вишневецкий собирает в Лохвице войско для большого похода, однако насчёт его направления достоверных сведений не было. Путивльские воеводы Гагарин и Усов поспешили подготовить свой город к осаде, также были предположения, что удар будет направлен в сторону Новгорода-Северского. На деле же выступивший с войском из Лохвицы 5 января Вишневецкий поспешил по заснеженному бездорожью к более отдалённому Курску, надеясь «град сей безвестным приходом взяти». Для этого он старался держаться в стороне от идущих по водоразделам шляхов, предпочитая форсировать небольшие реки. Однако ввиду мягкой зимы лёд на реках оказался непрочным, что доставило воинству Речи Посполитой многочисленные хлопоты. Всадники проламывались под лёд, тонули пушки. Трудные переправы через Ворожбу, Цветов Колодезь и, особенно, через Сейм привели к смятению в войске. Однако от захваченных языков Вишневецкий узнал, что в Курске его нападения никак не ожидают, что подстегнуло его продолжить поход. Вероятнее всего, это были люди застанной врасплох сторожи на реке Сейм. Одному из дозорных по имени Никифор Мальцов удалось бежать и, прискакав в Курск, он рассказал воеводе и горожанам о скором нападении крупного войска Вишневецкого. Ромодановский выслал для проверки небольшой отряд, который, наткнувшись на авангард Вишневецкого, поспешил вернуться в крепость с израненным командиром.

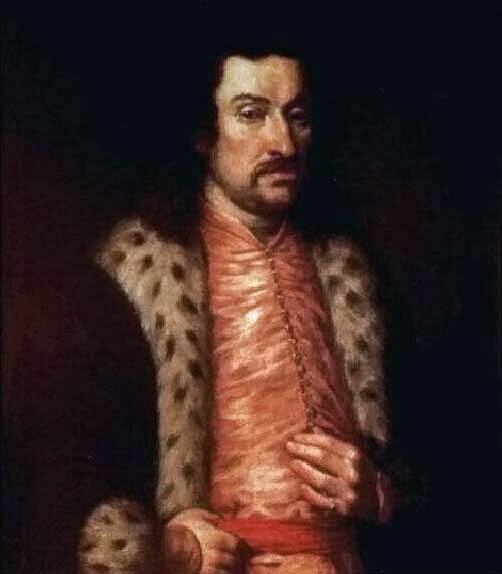
Иеремия Вишневецкий

На фоне разворачивающегося наступления Вишневецкого посад Курска охватила паника. Авангард польского войска стремительно прорвался через слободы к наугольной Меловой башне Курской крепости. Стоявшая в низине у впадения Кура в Тускарь башня являлась наиболее уязвимым местом обороны Курска. Целью авангарда был внезапный захват данного плацдарма, чтобы продержаться до подхода основных сил. Отборный отряд Вишневецкого быстро взошёл на стены и овладел Меловой башней, установив на ней своё знамя. Однако здесь произошло счастливое для обороняющихся событие. Наполненная солдатами бревенчатая башня зашаталась, и полякам ничего не оставалось, как поспешно спасаться из неё бегством, опасаясь обвала.
Неожиданное отражение первого приступа дало Ромодановскому и Бунину время сплотить курян и организовать оборону по всему периметру укреплений. После того как основное войско Вишневецкого подошло к городу, князь окружил его со всех сторон и повелел штурмовать ворота северной Пятницкой башни, одновременно предприняв два отвлекающих удара по северо-западной Никитской башне со стороны Кура. Попытка пробить ворота тараном потерпела неудачу. Куряне, затаившись, подпустили поляков вплотную к городским стенам, так что те уже начали думать, что горожане каким-то образом покинули город. Затем куряне дали мощный пушечный и оружейный залп, отбросив наступавших. Вишневецкий не желал приступать к полноценной осаде и велел идти на всё новые приступы, используя различные осадные орудия. Когда все приступы оказались тщетными, польские войска ввиду высоких потерь отошли от стен крепости, расположившись у города двумя таборами. Они оставались под Курском ещё до 15 января, предприняв несколько дальнейших попыток взять город. Гарнизон во главе с Петром Ромодановским не ограничивался пассивной обороной, а совершал успешные вылазки, в ходе которых польской стороне наносился ощутимый ущерб и захватывались пленные. В итоге Вишневецкий прервал осаду и велел трубить отступление. Его войско вернулось в Лохвицу 23 января.
Согласно «Повести о граде Курске» потери Вишневецкого составили 7 тысяч человек, однако более реалистичные цифры сообщил бежавший из польского плена путивльский посадский человек Афанасий Глухарёв. Будучи в Лохвице, он слышал о потерях в более две тысячи.

## Последствия
Не добившись успеха на курском направлении, Вишневецкий вскоре выступил с 12-тысячным войском на север для соединения с армией короля Владислава IV, который после капитуляции армии Михаила Шеина под Смоленском собирался развивать наступление на Москву и осадил крепость Белую. Однако по пути Вишневецкий попытался взять с ходу Севск и ввязался в его безуспешную осаду. Крупный отряд запорожских казаков во главе с Ильяшем Чёрным и Яковом Острянином, отделившись от Вишневецкого, вновь подступил к Курску и осаждал его с 4 по 16 апреля 1634 года, однако всё ограничилось лишь сожжением нескольких слобод.
Неудачи во взятии городов на заключительном этапе Смоленской войны склонили Речь Посполитую к подписанию Поляновского мира.